# Studánka svatého Jana
Studánka svatého Jana se nachází v přírodní rezervaci Přemyšov v katastru Polanka nad Odrou v Ostravě v Moravské bráně v Moravskoslezském kraji. Studánka je krytá cihlovou zděnou klenbou. Studánka je jedním z početných vodních zdrojů mokřadů v Přírodní rezervaci Přemyšov. O studánku pečuje oddíl Junák Polanka nad Odrou.

## Další informace
V blízkém okolí se také nacházejí další udržované i neudržované studánky, např. Studánka U Olší.